# Liste der Stolpersteine im Jihočeský kraj

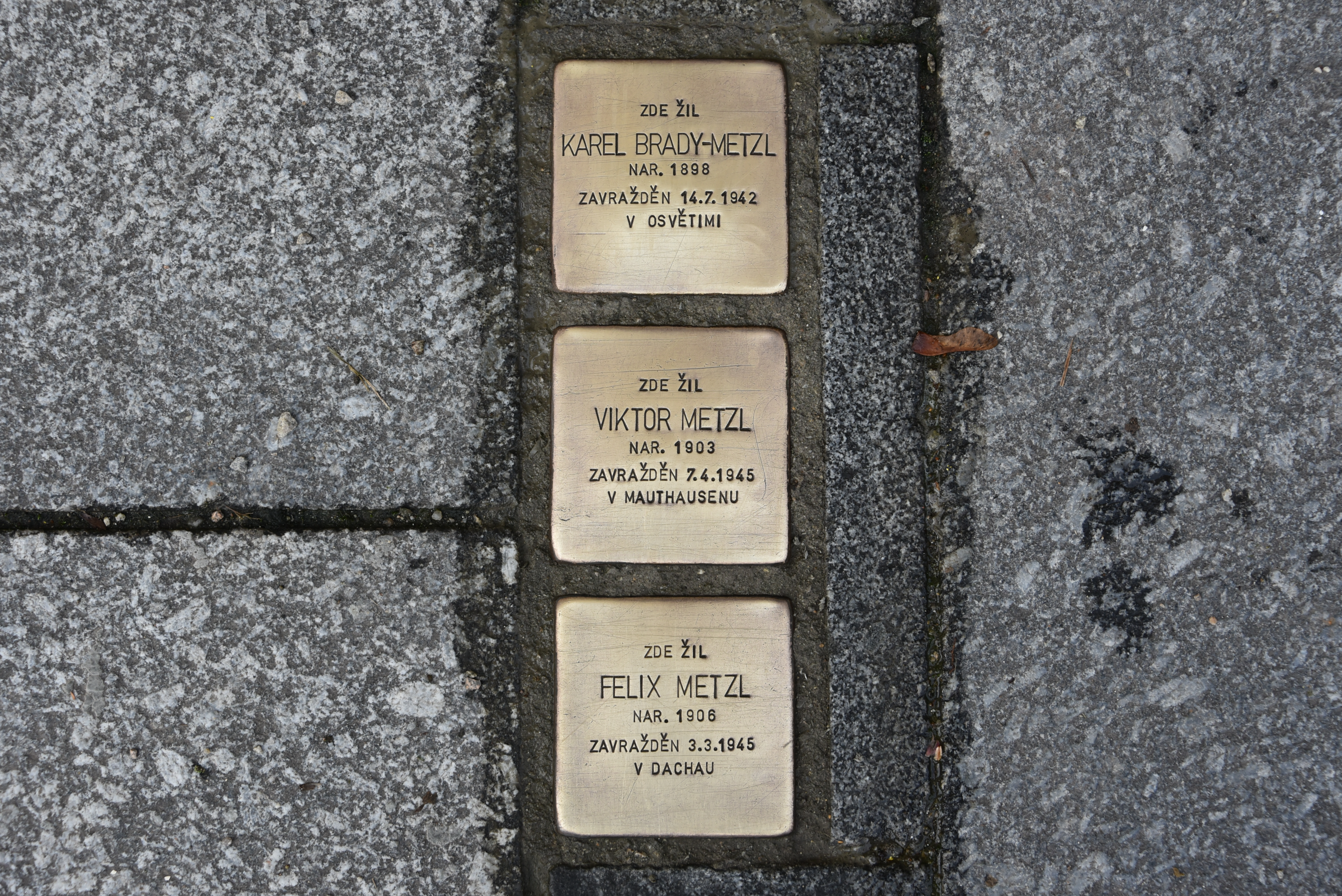
Stolpersteine in Třeboň

Die Liste der Stolpersteine im Jihočeský kraj enthält die Stolpersteine (tschechisch: Kameny zmizelých) in der tschechischen Region Jihočeský kraj (Südböhmische Region), die an das Schicksal der Menschen erinnern, welche während der Besetzung Tschechiens durch das nationalsozialistische Deutsche Reich ermordet, deportiert, vertrieben oder in den Suizid getrieben wurden. Die Stolpersteine wurden von Gunter Demnig verlegt.
Die Stolpersteine in Třeboň wurden am 6. Juni 2010 verlegt. Diese Verlegung war die dritte Stolpersteinverlegung in Tschechien. Die Verlegungen in Chlum u Třeboně fanden am 17. Juli 2013 statt und die Verlegung des Einzelstein in Budweis erfolgte am 14. September 2014 bzw. 6. Oktober 2014.
Die Stolpersteine werden auf Tschechisch stolpersteine genannt, alternativ auch kameny zmizelých (Steine der Verschwundenen).

## Budweis
| Stolperstein | Übersetzung | Standort       | Name, Leben |
| ------------ | --- | -------------- | --- |
|              | HIER STUDIERTE HARRY KENDE JG. 1927 DEPORTIERT 1942 NACH THERESIENSTADT NACH AUSCHWITZ 1944 ERMORDET 1945 IN FLOSSENBÜRG | Česká 142/64 · | Harry Kende wurde am 24. März 1927 () in Budweis/České Budějovice geboren. Er arbeitete für die Budweiser Jugendzeitschrift Klepy. Am 18. April 1942 wurde er mit dem Transport Akb unter der Nr. 222 von České Budějovice ins Ghetto Theresienstadt deportiert. Von dort wurde er am 28. September 1944 mit dem Transport EK unter der Nr. 586 ins KZ Auschwitz überstellt. Von Auschwitz wurde er ins KZ-Außenlager Kaufering IV – Hurlach deportiert und schließlich ins KZ Flossenbürg überstellt (seine Haftnummer war die 42790), wo er am 8. März 1945 ermordet wurde. Der für ihn verlegte Stolperstein befindet sich vor seiner ehemaligen Schule. Des Weiteren befindet sich in der Schule eine Gedenktafel mit der auch an Harry Kende erinnert wird. Mit Harry Kende wurden am 18. April 1942 weitere Familienmitglieder deportiert. Mit der Nummer 224 sein Vater Vitezslav Kende, der 1944 in Auschwitz ermordet wurde. Auch Vilém Kende (1883–1944), ein Onkel von Harry Kende, und dessen Ehefrau Valerie Kendeová (1888–1944) wurden 1944 in Auschwitz ermordet. Deren Sohn Viktor, der ebenfalls mit dem Transport Akb deportiert wurde, hat überlebt. Im März 1942 wurden mit einem kleinen Transport Harry Kendes Onkel Josef mit seiner Frau und den drei Söhnen Erich, Oto und Rudolf nach Theresienstadt deportiert. Josef, seine Frau Helena wurden in Auschwitz ermordet, Sohn Erich kam in Dachau ums Leben. Sohn Oto Oto überlebte die Befreiung von Mauthausen, starb aber kurz danach. Rudolf kehrte nach Budweis zurück. |

## Chlum u Třeboně
| Stolperstein | Übersetzung                                                                                            | Standort             | Name, Leben |
| ------------ | --- | -------------------- | --- |
|              | HIER WOHNTE KAREL WEISSKOPF JG. 1883 DEPORTIERT 1942 NACH THERESIENSTADT 1942 NACH WARSCHAU ERMORDET   | Hejmanské hráze 11 · | Karel Weisskopf wurde am 26. Februar 1883 geboren. Er heiratete Irma Weisskopfová, das Paar hatte drei Kinder. Ihren Lebensunterhalt verdienten sie sich mit einer eigenen Brennerei, zu der auch ein Ausschank gehörte. Sie wurden aus ihrem Haus vertrieben, verloren die Brennerei. Am 18. April 1942 wurde das Ehepaar von České Budějovice ins Ghetto Theresienstadt deportiert. Am 26. April 1942 wurden er und seine Frau mit dem Transport An ins Warschauer Ghetto überstellt, wo sie beide ermordet wurden. |
|              | HIER WOHNTE IRMA WEISSKOPFOVÁ JG. 1889 DEPORTIERT 1942 NACH THERESIENSTADT 1942 NACH WARSCHAU ERMORDET | Hejmanské hráze 11 · | Irma Weisskopfová wurde am 20. Oktober 1889 geboren. Sie war verheiratet mit Karel Weisskopf, das Paar hatte drei Kinder. Am 18. April 1942 wurden sie und ihr Mann mit dem Transport AK/B, Nr. 820 und 821, von České Budějovice ins Ghetto Theresienstadt deportiert. Am 26. April 1942 wurden beide mit dem Transport An, Nr. 967 und 968, ins Warschauer Ghetto überstellt, wo sie beide ermordet wurden. |

## Třeboň
| Stolperstein | Übersetzung                                                            | Standort               | Name, Leben |
| ------------ | ---------------------------------------------------------------------- | ---------------------- | --- |
|              | HIER WOHNTE KAREL BRADY-METZL JG. 1898 ERMORDET 14.7.1942 IN AUSCHWITZ | Masarykovo nám. 96/I · | Karel Brady-Metzl wurde am 28. Mai 1898 als Sohn von Emilie und Ludwig Metzl in Třeboň geboren. Er hatte sechs Geschwister. Da sein Onkel und seine Tante, Adolf und Karoline Brady, kinderlos blieben, adoptierten sie zwei Kinder von Karolines Schwester Emilie, Karel und Hedvika. 1927 heiratete er Markéta Dubská. Das Paar hatte ein Einzelhandelsgeschäft und eine Tankstelle in Nové Město na Moravě, wo sie die einzige jüdische Familie bildeten. Karel und Markéta Brady-Metzl hatten zwei Kinder – Jiří (geboren 1928) und Hana (geboren am 31. Mai 1932). Im Jahr 1939 wurde Karel denunziert, von der Gestapo verhaftet und musste für zwei Monate nach Jihlava ins Gefängnis. Im März 1941 wurde Markéta verhaftet und ins KZ Ravensbrück deportiert. Am 23. November 1941 wurde Karel erneut verhaftet. Die Kinder wurden im Mai 1942 ins Ghetto Theresienstadt gebracht. Karel wurde am 11. Juni 1942 ins KZ Auschwitz überführt, wo er am 14. Juli 1942 ermordet wurde. Seine Frau Markéta wurde am 29. Oktober 1942 in KZ Ravensbrück ermordet. Auch seine erst dreizehnjährige Tochter Hana wurde unmittelbar nach ihrer Ankunft von SS-Männern vergast. Im Jahr 2000 wurde Hanas Koffer mit ihren Zeichnungen gefunden, die Autorin Karen Levine erzählte die Geschichte der Familie in ihrem Buch Hanas Koffer, 2009 entstand ein Film daraus. |
|              | HIER WOHNTE FELIX METZL JG. 1906 ERMORDET 3.3.1945 IN DACHAU           | Masarykovo nám. 96/I · | Felix Metzl wurde am 13. April 1906 als Sohn von Emilie und Ludwig Metzl in Třeboň geboren. Er hatte fünf Geschwister und arbeitete als Händler. Am 18. April 1942 wurde er mit dem Transport Akb, Nr. 751, von České Budějovice nach Theresienstadt deportiert. Von dort wurde er am 1. Oktober 1944 mit dem Transport Em, Nr. 253, nach Auschwitz deportiert. Felix Metzl wurde am 3. März 1945 in Dachau ermordet. |
|              | HIER WOHNTE VIKTOR METZL JG. 1903 ERMORDET 7.4.1945 IN MAUTHAUSEN      | Masarykovo nám. 96/I · | Viktor Metzl wurde am 13. Januar 1903 in Třeboň geboren. Er war Rechtsanwalt und heiratete Marie Vlasimska. Das Paar hatte zwei Töchter – Alena (geboren 1932) und Nora Metzl (geboren 1934). Viktor Metzl sollte eigentlich mit dem ersten Transport aus Budweis, 1942, deportiert werden. Er hatte zu diesem Zeitpunkt Angina Pectoris und ein Arzt stellte "schreckliche" Befunde aus. Am 4. Oktober 1944 wurde Viktor verhaftetm wurde zuerst nach Theresienstadt deportiert und dann ins KZ Mauthausen, wo er am 7. April 1945 ermordet wurde. Seine Frau wurde im Dezember 1944 verhaftet, und kehrte nach Kriegsende zu ihren Töchtern zurück. Alena hatte nach der Verhaftung ihrer Eltern bei ihrem Onkel Arnošt Vlašimský und dessen Freundin Vlasta Matulová in Prag gelebt, Nora bei Verwandten in Chotěboř. |